# Ortillon
Ortillon ist eine französische Gemeinde mit 22 Einwohnern (Stand 1. Januar 2022) im Département Aube in der Region Grand Est (vor 2016 Champagne-Ardenne); sie gehört zum Arrondissement Troyes und zum Kanton Arcis-sur-Aube.

## Geografie
Ortillon liegt etwa 24 Kilometer nordnordöstlich von Troyes. Die Aube begrenzt die Gemeinde im Nordosten. Umgeben wird Ortillon von den Nachbargemeinden Vaupoisson im Norden und Westen, Isle-Aubigny im Norden und Nordosten, Chaudrey im Süden und Osten sowie Voué und Montsuzain im Südwesten.

## Bevölkerungsentwicklung
| Jahr                       | 1962 | 1968 | 1975 | 1982 | 1990 | 1999 | 2006 | 2018 |
| Einwohner                  | 31   | 37   | 46   | 40   | 43   | 32   | 34   | 24   |
| Quellen: Cassini und INSEE |      |      |      |      |      |      |      |      |

## Sehenswürdigkeiten
- Kirche Sainte-Madeleine, 1845 am früheren Platz eines Priorats errichtet